# NGC 2378
NGC 2378 est une paire d'étoiles située dans la constellation des Gémeaux.
L'astronome français Édouard Stephan a enregistré la position de cette paire d'étoiles le 8 février 1878.